# Australohydnum dregeanum
Australohydnum dregeanum är en svampart som först beskrevs av Miles Joseph Berkeley, och fick sitt nu gällande namn av Hjortstam & Ryvarden 1990. Australohydnum dregeanum ingår i släktet Australohydnum och familjen Phanerochaetaceae.   Inga underarter finns listade i Catalogue of Life.